# Israel González Núñez
Israel González Núñez (Torrelavega, Cantabria, 16 de febrero de 1975) es un entrenador español de baloncesto que dirige al Pallacanestro Trieste de la Lega Basket Serie A italiana.

## Trayectoria
Es un entrenador de baloncesto que empezó su carrera deportiva a mediados de los 90, comenzando a trabajar con el CB Salesianos Las Palmas, antes de enrolarse en la disciplina del Gran Canaria por primera vez.
Después salió del club canario para formar en diversos clubes de su tierra, entre ellos el desaparecido Cantabria Lobos en LEB Oro, hasta volver en 2008 al Gran Canaria, como principal encargado de los jugadores becados por el club. Un cargo en el que solo estuvo una temporada antes de dar el salto al primer equipo con Pedro Martínez Sánchez en la temporada 2009-2010.
Desde 2009 a 2014, sumaría un total de nueve temporadas como ayudante del primer equipo del Herbalife Gran Canaria en Liga Endesa, siendo ayudante de Pedro Martínez Sánchez, Aito García Reneses y Luis Casimiro.
El 16 de junio de 2017, Israel es reclutado por Aito García Reneses para convertirse en entrenador ayudante del Alba Berlín de la Basketball Bundesliga. En el conjunto germano sería su ayudante durante cuatro temporadas, en las que consiguió ser dos veces campeón de la Basketball Bundesliga, en 2020 y 2021.
El 17 de agosto de 2021 firma como primer entrenador del Alba Berlín de la Basketball Bundesliga tras la salida de Aito García Reneses.Fue despedido en marzo de 2025.

## Clubs
- 1994-96. CB Salesianos Las Palmas. Infantil y cadete
- 1997-98. CB Gran Canaria. Junior. Entrenador ayudante y preparador físico
- 1998-99. Lobos Caja Cantabria. Categorías inferiores.
- 2000-01. CP Tumminelli (Milán) (Italia). Junior.
- 2001-03. Colegio La Paz Torrelavega. Cadete y Junior.
- 2003-04. Remolques BF. 1ª Nacional y Junior.
- 2004-07. Alerta Cantabria Lobos. LEB Oro. Entrenador ayudante y preparador físico.
- 2007-08. Alerta Cantabria Lobos. LEB Oro. Entrenador ayudante y preparador físico hasta la jornada 15, cuando pasa a ser primer entrenador.
- 2008-09. CB Gran Canaria. Circuito Sub-20. Responsable del trabajo de tecnificación con los jugadores becados.
- 2009-14. Herbalife Gran Canaria. Liga Endesa y Copa del Rey. Entrenador ayudante de Pedro Martínez Sánchez.
- 2014-16. Herbalife Gran Canaria. Liga Endesa, Supercopa Endesa, Copa del Rey y Eurocup. Entrenador ayudante de Aito García Reneses.
- 2016-17. Herbalife Gran Canaria. Liga Endesa, Supercopa Endesa, Copa del Rey y Eurocup. Entrenador ayudante de Luis Casimiro.
- 2017-21. Alba Berlín. Basketball Bundesliga y Eurocup. Entrenador ayudante de Aito García Reneses.
- 2021-25. Alba Berlín. Basketball Bundesliga Entrenador.
- 2025-presente. Pallacanestro Trieste. Lega Basket Serie A Entrenador.

## Títulos
- 1997-98. CB Gran Canaria. 2ª Autonómica. Ascenso a 1ª Autonómica
- 2006-07. Alerta Cantabria Lobos. Copa Príncipe. Subcampeón
- 2014-15. Herbalife Gran Canaria. Eurocup. Subcampeón
- 2015-16. Herbalife Gran Canaria. Copa del Rey. Subcampeón
- 2016-17. Herbalife Gran Canaria. Supercopa Endesa. Campeón
- 2017-18. Alba Berlín (Alemania). Copa. Subcampeón
- 2017-18. Alba Berlín (Alemania). Bundesliga. Subcampeón
- 2018-19. Alba Berlín (Alemania). Copa. Subcampeón
- 2018-19. Alba Berlín (Alemania). Eurocup. Subcampeón
- 2019-20. Alba Berlín (Alemania). Bundesliga. Campeón
- 2020-21. Alba Berlín (Alemania). Bundesliga. Campeón
- 2021-22. Alba Berlín (Alemania). Copa Alemania. Campeón